# Jacqueline Lecourtier
Jacqueline Lecourtier, née Jacqueline Mireille Andrée Beaufrère, est une chimiste française, dirigeante d'organismes scientifiques français comme l'Agence nationale de la recherche (ANR) ou encore l'Institut français du pétrole, et administratrice d'entreprises du secteur privé comme le groupe chimique français PCAS.

## Parcours professionnel
Jacqueline Lecourtier est une chimiste française née le 10 août 1951. Elle intègre l'Ensic de Nancy et en sort diplômée en 1973 avant de soutenir une thèse en sciences physiques à l'université Pierre-et-Marie-Curie en 1974.
Elle commence sa carrière professionnelle en travaillant de 1974 à 1981 pour le Centre national de la recherche scientifique en tant que chargée de recherches. Ensuite, elle intègre l'Institut français du pétrole (IFP) et y reste jusqu'en 2006, occupant successivement les postes d'ingénieur de recherche, de directrice Forage-Production et enfin de directrice scientifique.
En 2006 sur proposition de Gilles Bloch, elle est nommée par François Goulard directrice de l'Agence nationale de la recherche (ANR) , poste qu'elle occupe jusqu'en 2012, date à partir de laquelle elle devient consultante en chimie, énergie et environnement et administratrice de trois sociétés : Carbios, Optimum Hydrocarbon Technologies, et PCAS, groupe chimique français et membre du conseil scientifique de la société Deinove.
En parallèle de sa nomination à la direction de l'ANR, elle est nommée membre du Conseil scientifique du CEA.
En 2013, elle est élue à l'Académie des technologies.

## Ouvrages
Jacqueline Lecourtier a écrit ou co-écrit plusieurs ouvrages :
- Physical chemistry of colloids and interfaces in oil production, 1992 aux éditions Technip
- Cementing technology and procedures, 1993 aux éditions Technip
- Interactive drilling for fast track oilfield development, 2001 aux éditions Technip

## Distinctions
Jacqueline Lecourtier a reçu plusieurs distinctions. 

### Prix
- Le prix "Cedric F. Ferguson" de la Society of Petroleum Engineers (en)
- Le prix "EUROIL Offshore Environmental Award" de l'Offshore North Sea

### Décorations
- Chevalière de l'ordre des Palmes académiques
- Commandeure de l'ordre national du Mérite Elle est promue commandeure par décret du 15 mai 2015[10]. Elle est directement faite officier par décret du 16 mai 2008 pour ses 33 ans de services civils[11].
- Officière de la Légion d'honneur Elle est promue officière par décret du 30 décembre 2011[12]. Elle a été élevée au grade de chevalière le 13 juillet 1999 pour ses 26 ans d'activités professionnelles[13].